# Holger Werfel Scheuermann
Holger Werfel Scheuermann (* 12. Februar 1877 in Hørsholm; † 3. März 1960 in Kopenhagen) war ein dänischer Orthopäde und Röntgenarzt. Nach ihm wird die Adoleszentenkyphose (Osteochondritis deformans juvenilis dorsi) auch Morbus Scheuermann genannt.
Holger Werfel Scheuermann stammte aus einer Arztfamilie in Hørsholm, einer Kleinstadt zwischen Kopenhagen und dem Öresund. Er begann sein Medizinstudium 1895 und schloss es 1902 an der Universität Kopenhagen ab. Danach absolvierte er Krankenhausdienst in verschiedenen Kliniken in Kopenhagen. 1918 wurde er Facharzt für Orthopädie und Radiologie.
Er unternahm Studienreisen nach Deutschland, Österreich und Schweden und war von 1920 bis 1922 Vorsitzender der dänischen Radiologen-Vereinigung und von 1933 bis 1934 der dänischen radiologischen Gesellschaft. 1936 wurde er korrespondierendes Mitglied der American Academy of Orthopaedic Surgeons. Im selben Jahr erhielt er den Dannebrog-Orden.  Die Universität Kopenhagen, die früher seine Dissertation über die juvenile Kyphose von der Universität Kopenhagen zweimal wegen Formfehlern abgelehnt hatte, verlieh ihm 1959 einen Ehrendoktor, den er trotz seines bereits schlechten Gesundheitszustandes noch persönlich in Empfang nehmen konnte.
Privat liebte Scheuermann die Musik; er spielte selbst Cello in Kammerkonzerten in Hørsholm. Nach seiner Pensionierung 1947 war er noch viele Jahre als privater Röntgenarzt tätig. Sein Grab ist auf dem Friedhof von Hørsholm.

## Veröffentlichung
- Holger Werfel Scheuermann: Kyphosis dorsalis juvenilis. In: Zeitschrift für orthopädische Chirurgie einschließlich der Heilgymnastik und Massage. Bd. 41, 1921, ZDB-ID 201105-0, S. 305–317.